# Дрімайлівка (зупинний пункт)
Дріма́йлівка — пасажирський залізничний зупинний пункт Київської дирекції Південно-Західної залізниці на електрифікованій змінним струмом лінії Чернігів — Ніжин.
Розташований у селі Дрімайлівка Куликівського району Чернігівської області між станціями Вересоч (7 км) та Вертіївка (10 км).
На зупинному пункті зупиняються приміські поїзди.

## Галерея

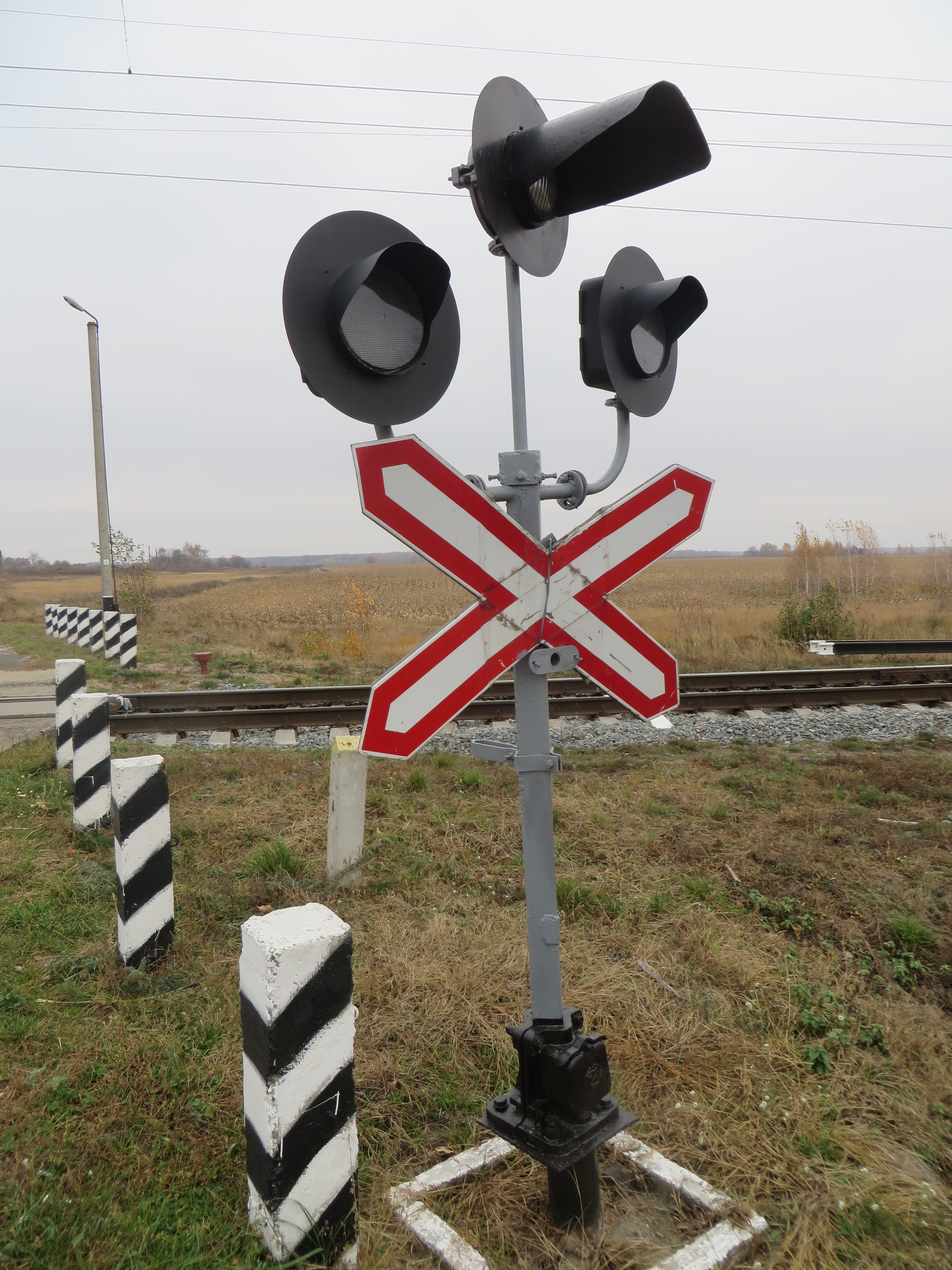
Семафор біля початку села зі сторони села Будище.
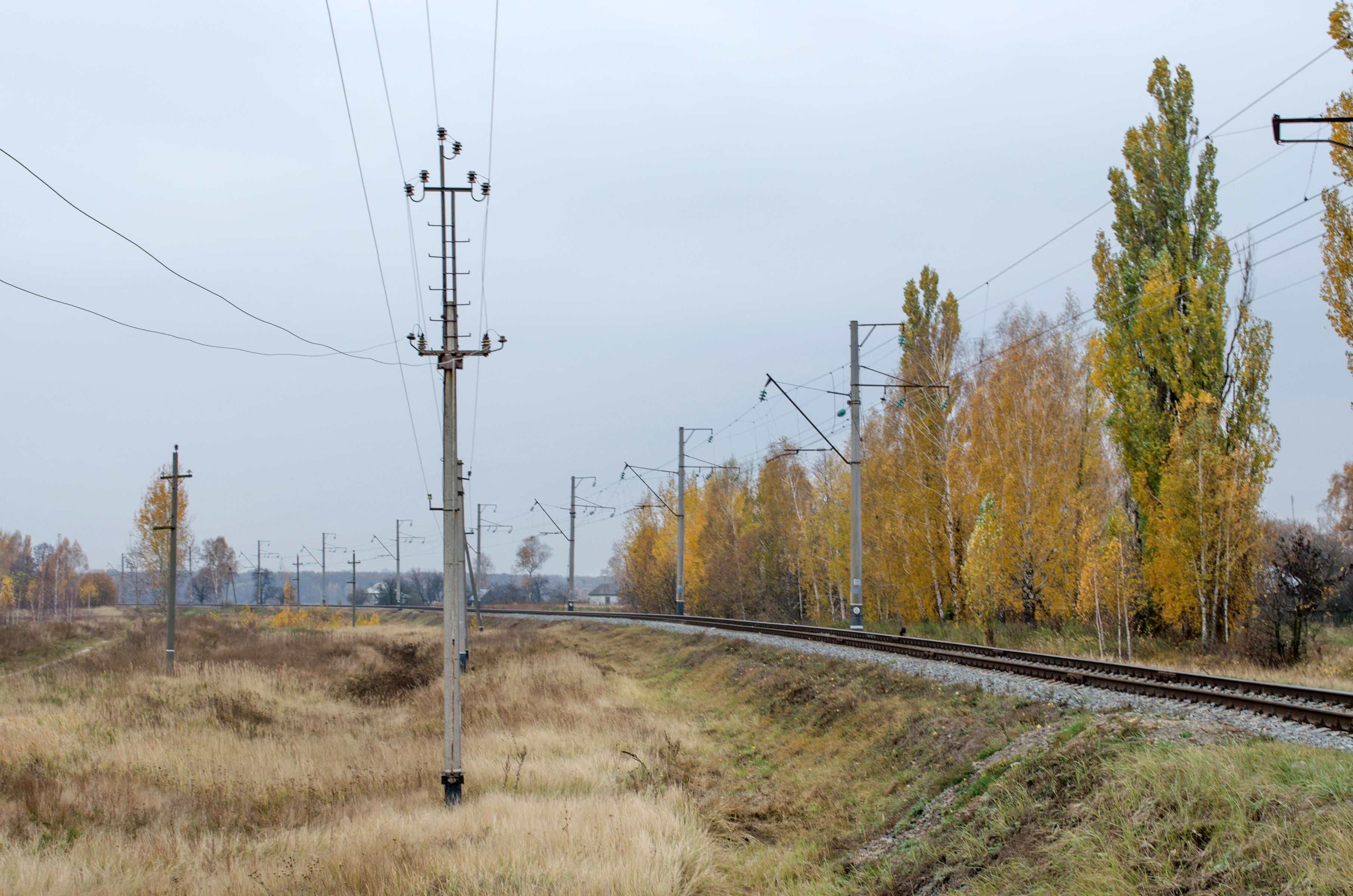
Залізнична колія біля села
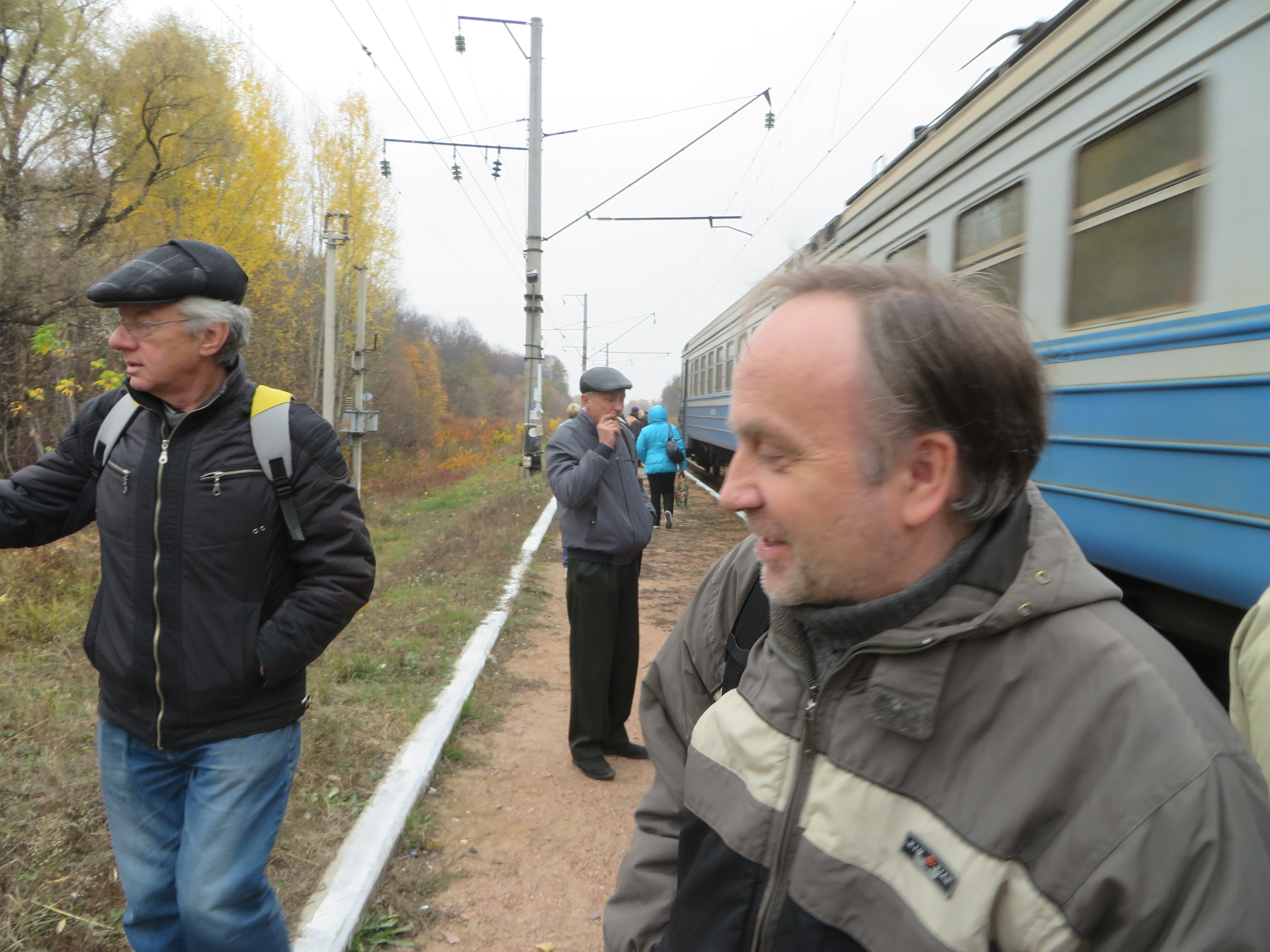
Висадка пасажирів із електрички